# Wednesday (清春の曲)
「wednesday」(ウェンズデイ) は、日本のロック歌手、清春の6枚目のシングル。

## 概要
- 清春のシングルは、数種類発売されることが多いが、本作は「HORIZON」以来の1種類のみの発売である。
- c/wの「Christmas (new version)」はソロデビューライブ『第三の扉』(2003年12月5日、12月7日)で配布された「Xmas」の新録である。

## 収録曲
| 全作詞・作曲: 清春、全編曲: 三代堅・清春。 |                             |       |            |      |
| #                                          | タイトル                    | 作詞  | 作曲・編曲 | 時間 |
| 1.                                         | 「wednesday」               | 清春  | 清春       | 4:57 |
| 2.                                         | 「Christmas (new version)」 | 清春  | 清春       | 5:18 |
| 合計時間:                                  | 合計時間:                   | 10:15 |            |      |

| #  | タイトル                   | 作詞 | 作曲・編曲 |
| -- | -------------------------- | ---- | ---------- |
| 1. | 「Making of「wednesday」」 |      |            |